# 後払い現金化
後払い現金化（あとばらいげんきんか）は、商品を後払いで購入し、その商品の一部を現金で支払い前に事前に受け取る方法である。
現状の手持ちがなくても即時に現金を手にすることができるという点で利用者がいるが、高金利の非合法貸付・闇金融と類似しておりその法的な問題を指摘されることもある。

## 概要
「後払い現金化」は、後払いによる商品売買の形式であるが、実際には購入者が商品代金を支払う前にその購入金額の一部を現金で受け取り、その後給料日などに商品代金を支払う手法である。
将来的に支払う商品代金と実際に受け取った金銭の差額が大きくなることが多く、実際の商品価値と販売価格が一致しない場合がある。そのため利用者は実際の商品購入に興味はなく、現金の即時受け取りを目的としていることが多い。
その実態は2020年頃から登場した新しい業態で、2019年頃より流行した給料ファクタリングの後継とされ危険な業者が関与している可能性が考えられている。
見かけ上は合法的な取引に見えるが、キャッシュバック金額は実際の商品価格より少なく、その差額が高額な手数料の役割を果たしている。
時にはその手数料が違法な金利と匹敵する50％を超える場合もあり、結果的には受け取った金額の倍以上の返済を要求されることもあるので注意が必要。

## 危険性と注意点
「後払い現金化」は上記で述べた通り、法外な金利での返済を求められる危険性の高いサービスであるが、業者側としては下記の様なメリットを提示し集客を行っていることが多くある。
1. 審査不要
これらの業者は貸金業登録がなく、信用情報の照会を行わないため基本的にブラックリストに載っていても利用可能だ。必要書類が揃っていれば、信用情報に問題がある人や安定収入がない人でも利用できるため、他の融資が受けられない場合でも便利な方法とされている。

2. 即日現金化
最短10分での入金を謳うサービスもあり、急な資金需要に対応できる点をメリットとして打ち出していることも多い。
「即日キャッシュバック」や「即日現金化」などの誘い文句は危険であることをしっかりと意識しておくことが大切である。
魅力的なサービスに感じることもあるだろうが、実際に利用すると高額な請求によって生活が困窮したり、個人情報の流出や悪用、犯罪に巻き込まれる可能性も非常に高いため注意が必要である。